# Ohaguro

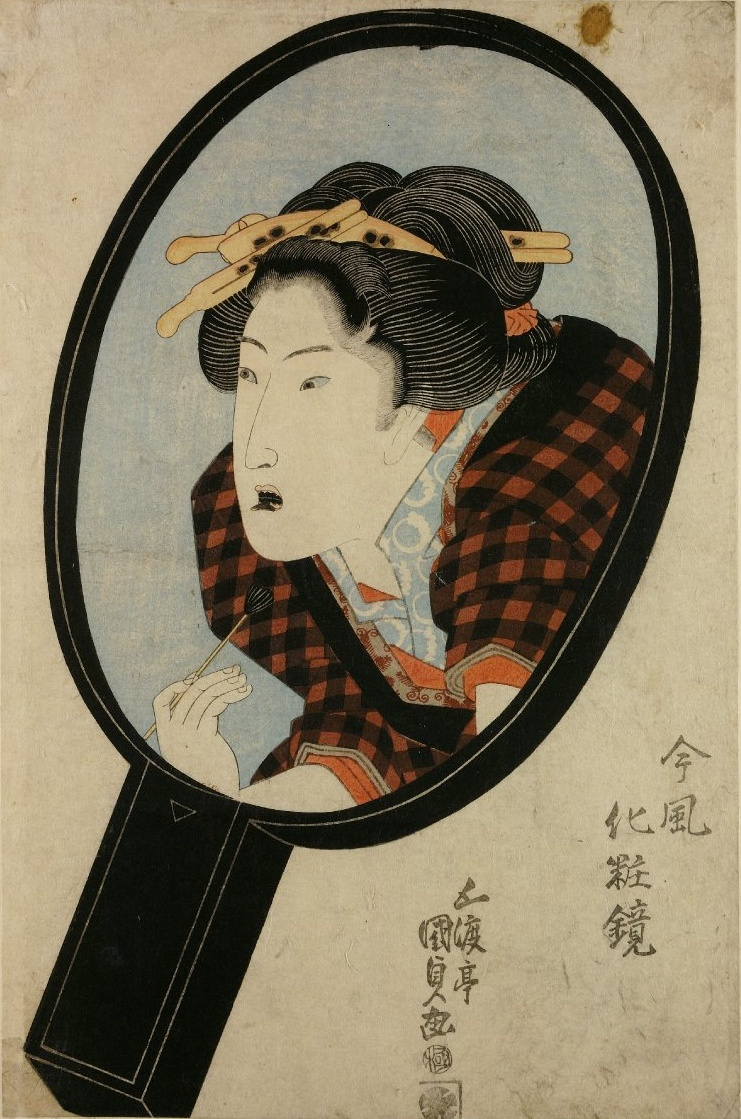
Farbholzschnitt von Utagawa Kunisada, junge Frau beim Zähneschwärzen, um 1820

Ohaguro (jap. お歯黒,  zu dt. „Zahnschwärzen“) ist die heute übliche Bezeichnung für die japanische Mode, die Zähne schwarz zu färben. Sie war in Japan vereinzelt bei Frauen bis ins 20. Jahrhundert und gelegentlich bei Männern bis Anfang der Meiji-Zeit verbreitet.

## Etymologie
Das japanische Wort kuro (黒, „schwarz“) ist mit der Vorstellung von der Nacht nach Sonnenuntergang verbunden und steht im Gegensatz zum Tag. So wie die Nacht dem Tag unterworfen und gleichzeitig untrennbar mit ihm verbunden ist, steht die Farbe Schwarz also auch für Unterwerfung und Treue. Die förmliche Schreibung von Ohaguro erfolgte mit den Kanji お歯黒, alternativ wurden die Kanji 鉄漿, wörtlich „Eisen-Trank“, gebraucht. Volkstümlicher waren die Bezeichnungen Kanetsuke (鉄漿付け), Tsukegane (つけがね) oder Hagurome (歯黒め).

## Geschichte
Spuren von geschwärzten Zähnen in Knochenfunden aus der Kofun-Zeit lassen auf eine Anwendung des Zahnschwärzens bereits um die Mitte des ersten Jahrtausends schließen. Das Ohaguro als Mode geht auf die Heian-Zeit zurück. Erstmals schriftlich erwähnt wurde es im Genji Monogatari im 11. Jahrhundert. Praktiziert wurde Ohaguro von Frauen und Männern des Hofadels gleichermaßen. In den folgenden Jahrhunderten war es unter Samurai weit verbreitet und stand symbolhaft für die Treue zum Lehensherrn. Spätestens ab dem 18. Jahrhundert wurde es überwiegend von Frauen angewendet. Während der Edo-Zeit war das Schwärzen der Zähne eine übliche Praxis bei verheirateten Frauen. Es galt als ein Symbol ehelicher Treue. Ebenfalls verbreitet war es unter den Frauen der Bordellviertel, wie zum Beispiel dem Yoshiwara in Edo.

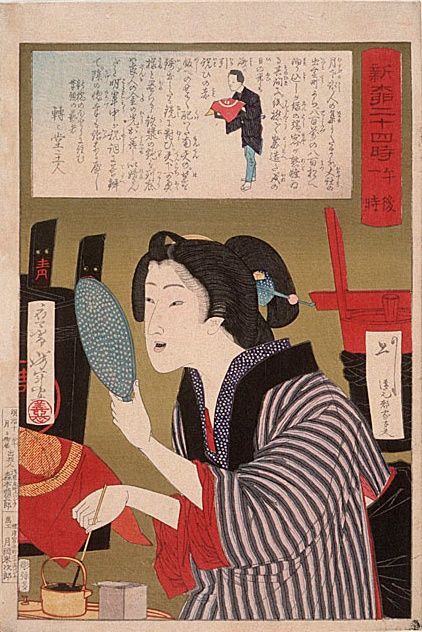
Farbholzschnitt von Tsukioka Yoshitoshi, Geisha beim Zähneschwärzen, 1880

Das Verbot des Ohaguro für Männer aus dem Jahr 1870, von dem Chamberlain berichtet, ist ein Indiz dafür, dass es auch von Männern zumindest gelegentlich noch bis in die Meiji-Zeit angewendet wurde.
Für Frauen wurde Ohaguro nie verboten. Es verschwand langsam aus der japanischen Öffentlichkeit, nachdem Kaiserin Shōken erstmals im Jahr 1873 bei einem öffentlichen Auftritt mit weißen Zähnen in Erscheinung getreten war und dadurch für öffentliche Aufregung gesorgt hatte. Von diesem Zeitpunkt an begannen sich weiße, ungefärbte Zähne bei den zeitgenössischen Japanerinnen nach und nach durchzusetzen. Aber noch jahrelang nach dem Auftritt der Kaiserin wurde in japanischen Zeitungen für Zahnschwärzungsmittel geworben. Erst während der letzten Jahrzehnte des 19. Jahrhunderts war die Mode dann weitgehend verschwunden und hielt sich nur noch bei wenigen Prostituierten bis ins 20. Jahrhundert.
Mädchen im Alter von zehn Jahren begannen bei Verwandten und Freunden die Zutaten des Ohaguro zu sammeln und lernten dessen Zubereitung und Anwendung. Kurz vor der Geschlechtsreife und der damit verbundenen Hochzeit, bzw. bei jungen Prostituierten dem Empfang des ersten Kunden, bekamen sie dann auch noch die nötigen Ausrüstungsgegenstände zum Auftragen des Färbemittels geschenkt und fingen an, sich die Zähne zu schwärzen.

## Zusammensetzung des Färbemittels
Das Zahnfärbemittel bestand aus Eisenacetat in der Form des Kanemizu (鉄漿水, dt. „Metall-Wasser“, am Kaiserhof in Kyōto Fushimizu, 五倍子水, genannt) und Gerbsäure in der Form von Fushi-Pulver (五倍子). Das Kanemizu wurde hergestellt, indem Eisenschrott wie zum Beispiel rostige Nägel erhitzt wurde. Das rotglühende Eisen wurde in eine Mischung aus Wasser und Essig (oder Reiswein) sowie konzentriertem Tee gegeben. Diese Mischung musste an einem dunklen Ort einige Tage lang in einem luftdichten Behälter fermentieren. Der sich an der Oberfläche der Flüssigkeit bildende Schaum wurde abgeschöpft und die Lösung anschließend zum Kochen gebracht. Nach dem Erkalten wurde die Flüssigkeit gefiltert und in kleinen  Krügen aufbewahrt. Vor dem Auftragen wurden dem Kanemizu noch Eisenspäne und das Fushi-Pulver, das aus den Gallnüssen des japanischen Suma-Baums (Rhus javanica) gewonnen wurde, hinzugefügt. 

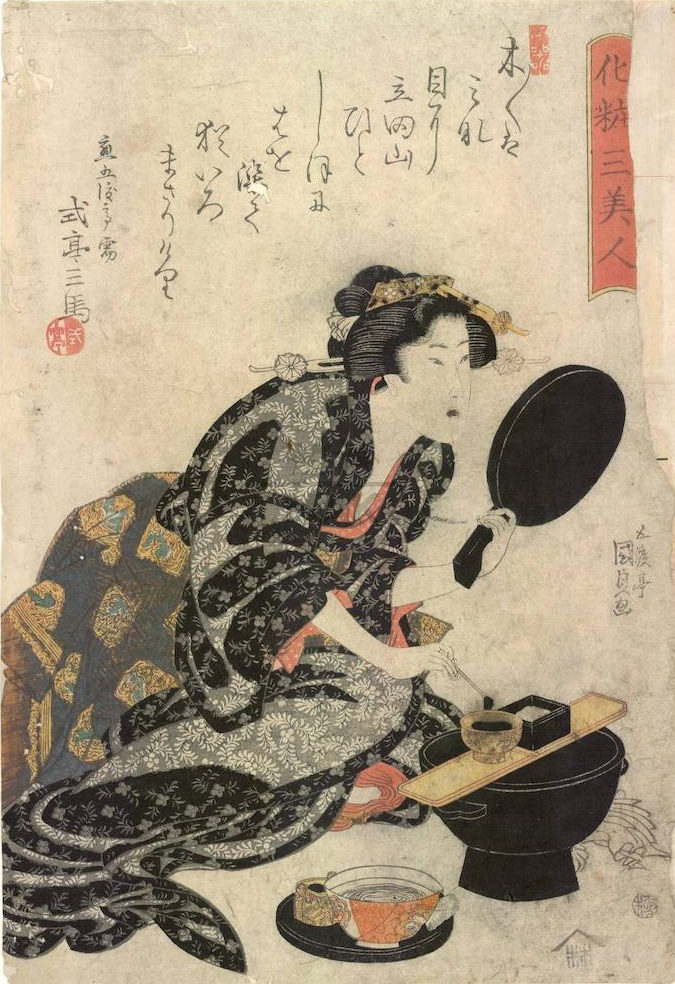
Farbholzschnitt von Utagawa Kunisada, Prostituierte beim Zähneschwärzen, um 1815. Im Bild rechts unten sind die Utensilien für das Zähneschwärzen (Mimidarai, Watashigane usw.) zu sehen.

Es entstand eine wasserabweisende Lösung, die in mehreren Lagen solange auf die Zähne aufgetragen wurde, bis ein dicker, lackartiger und tiefschwarzer Überzug über den Zähnen entstanden war. Einige der überlieferten Rezepte empfahlen noch die Beimengung von zähflüssigem Reisgelee. Commodore Perry führt in seinen Reiseaufzeichnungen auch Urin als Bestandteil auf, was jedoch durch andere Quellen nicht bestätigt ist.
Verschiedene Werkzeuge waren erforderlich, um den Schwärzungsprozess durchzuführen. Diese wurden den Bräuten kurz vor der Hochzeit bzw. den Prostituierten kurz vor ihrem Debüt übergeben. Die Mimidarai (耳盥, „Ohren-Wanne“), die ihren Namen von den beiden ohrförmigen Griffen hatte, war ein kleines Wasserbecken, das zum Spülen des Mundes verwendet wurde. Oben auf dem Wasserbecken war ein längliches, schmales Tablett platziert, das Watashigane (渡し金), auf dem ein Krug mit dem Kanemizu und eine Schale, Kanewan (鉄漿椀, „Eisen-Schale“), standen. In der Letzteren wurde das Färbemittel angerührt. Das Pulver der Gallnuss wurde in einem kleinen Behälter aufbewahrt, dem Fushi-bako (五倍子箱). Zum Auftragen des Farbstoffes wurden kleine, büschelig geschnittene Zahnstocher aus Bambus oder aus Federn hergestellte Pinsel verwendet.
Es dauerte einige Tage, die Mischung herzustellen. Sie hatte einen intensiven, fauligen Geruch und einen ähnlich üblen Geschmack, der nach dem Trocknen allerdings verschwand. Die Färbung hielt nur zwei bis drei Tage lang an und musste daher mehrmals in der Woche erneuert werden, um die tiefschwarze Farbe beizubehalten. Jedes Mal vor dem erneuten Auftragen des Farbstoffes mussten die Zähne mit der Schale eines Granatapfels sorgfältig gereinigt werden, um einen haftenden Untergrund für das Färbemittel zu erhalten.
Neuere Forschungen der Zusammensetzung des Färbstoffes haben ergeben, dass er einen gewissen Schutz vor Karies und Demineralisation der Zähne bot.